# 旧孟买

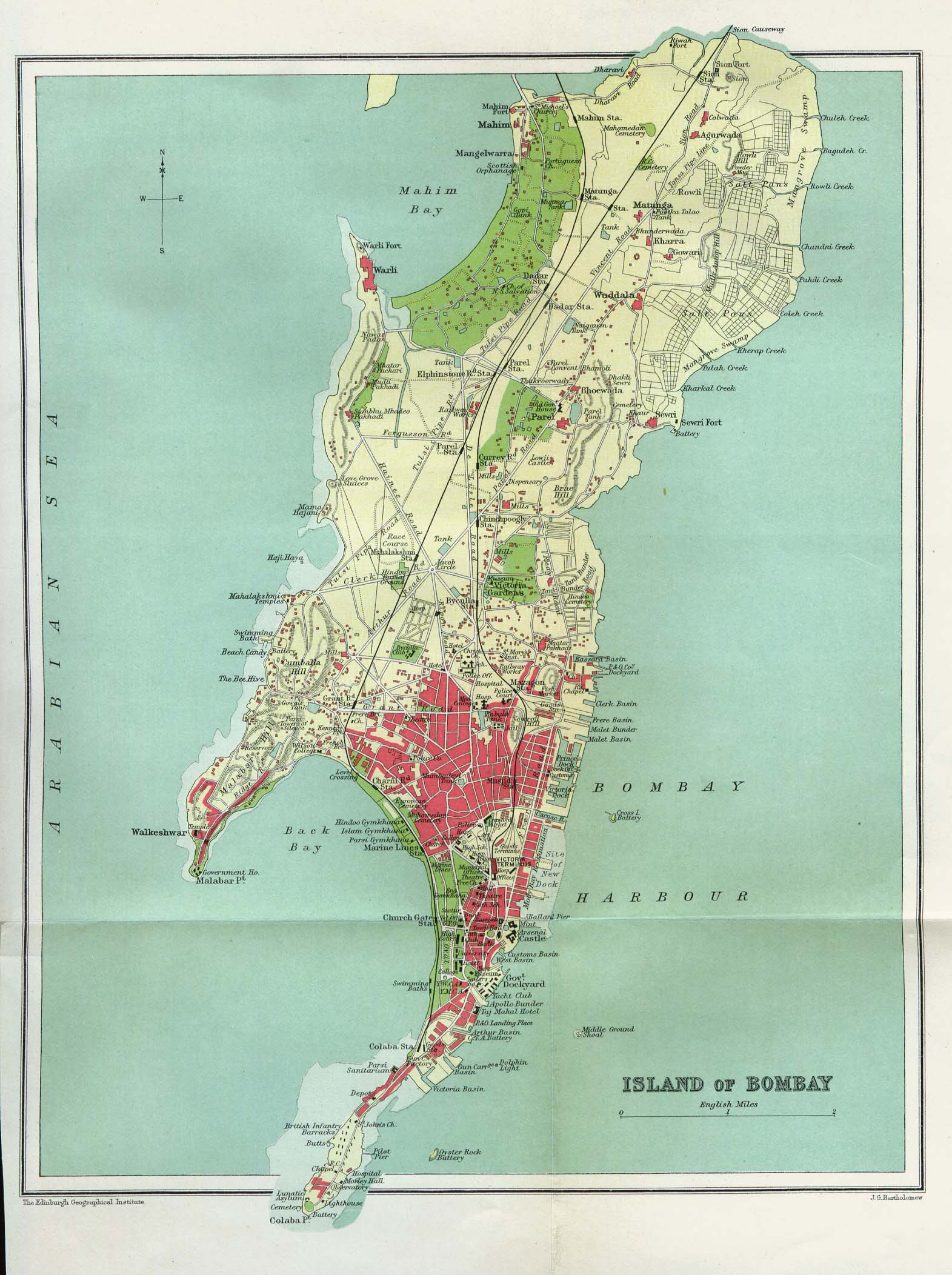
1909年的孟买

旧孟买（Old Bombay）是指印度孟买由孟买七岛合并形成的区域，这个称呼从19世纪一直使用到1980年代，此后不再使用这个称呼，普遍改用'town'这个称呼。 
孟买七岛合并后，形成的区域就成为旧孟买。这个区域向北就进入大孟买或孟买郊区。大孟买都会区的规模已经5倍于旧孟买。
旧孟买区域包括市中心孟买南区，这是印度最富裕的区域，也是印度商业的神经中枢。